# Vicariato apostólico de Puerto Maldonado
El vicariato apostólico de Puerto Maldonado (en latín: Vicariatus Apostolicus Portus Maldonadi) es una circunscripción eclesiástica de la Iglesia católica en Perú. Se trata de un vicariato apostólico latino, inmediatamente sujeto a la Santa Sede. Desde el 23 de junio de 2015 su vicario apostólico es el obispo David Martínez de Aguirre Guinea, de la Orden de Predicadores.

## Territorio y organización
El vicariato apostólico tiene 150 000 km² y extiende su jurisdicción sobre los fieles católicos de rito latino residentes en:
- el departamento de Madre de Dios;
- la provincia de La Convención y el distrito de Camanti de la provincia de Quispicanchi en el departamento del Cuzco;
- la provincia de Purús y el distrito de Sepahua de la provincia de Atalaya en el departamento de Ucayali.

La sede del vicariato apostólico se encuentra en la ciudad de Puerto Maldonado, en donde se halla la Catedral de Nuestra Señora del Rosario.
En 2022 en el vicariato apostólico existían 24 parroquias:
- Parroquia Nuestra Señora del Rosario, en Puerto Maldonado
- Parroquia Santa Cruz, en Puerto Maldonado
- Parroquia San Vicente de Paul, en Puerto Maldonado
- Parroquia Santa Rosa de Lima, en Purús
- Parroquia La Inmaculada Concepción, en Quillabamba
- Parroquia Nuestra Señora del Carmen, en Quellouno
- Parroquia Nuestra Señora del Carmen, en Santa María-Huiro
- Parroquia San Isidro Labrador, en Echarate
- Parroquia San Francisco de Asís, en Vilcabamba
- Parroquia La Inmaculada Concepción, en Amaybamba
- Parroquia Santa Teresa, en Santa Teresa
- Parroquia san Juan Bautista, en Maldonadillo
- Parroquia Santa Rosa de Lima, en Iberia
- Parroquia Nuestra Señora del Carmen, en Mazuko
- Parroquia Nuestra Señora de Fátima, en Quincemil
- Parroquia Sagrada Familia, en El Triunfo-Las Piedras
- Parroquia Nuestra Señora del Rosario, en Laberinto
- Parroquia Señor de Los Milagros, en Boca Colorado
- Parroquia San Vicente de Paul, en Picahari-VRAEM
- Parroquia San Juan Bautista, en Kimbiri-VRAEM

Misiones
- San Miguel, en Shintuya
- San José, en Koribeni
- San Pedro Mártir, en Timpía
- Inmaculada Concepción, en Kirigueti
- El Rosario, en Sepahua

## Historia
La prefectura apostólica de Santo Domingo de Urubamba fue erigida el 5 de febrero de 1900 con decreto Cum interior de la Congregación de Propaganda Fide, obteniendo el territorio de la diócesis del Cuzco (hoy arquidiócesis del Cuzco). El dominico Ramón Zubieta fue nombrado prefecto apostólico de la misión y fue el primer misionero en llegar. En 1902 fundó las dos primeras misiones entre población indígena: Chirumbia en el Alto Urubamba y Cosñipata en el Alto Madre de Dios. Su incipiente labor misionera se vio definitivamente respaldada en 1906, cuando la provincia dominicana de España asumió estas misiones y envió al primer grupo de misioneros, entre los cuales destacará el padre José Pío Aza.
El 4 de julio de 1913, en virtud del breve Felix catholicae del papa Pío X la prefectura apostólica fue elevada a vicariato apostólico y asumió el nombre de vicariato apostólico de Urubamba y Madre de Dios.
En 1913 llegaron al Perú las primeras religiosas dominicas, y solo 2 años después crearon en Puerto Maldonado el Colegio “Santa Rosa de Lima”. Sus propulsores fueron Ramón Zubieta y Les y la madre Ascensión Nicol y Goñi, quienes en 1918 fundaron la Congregación de Misioneras Dominicas del Santísimo Rosario, enriqueciendo así la misión en diversos campos.
El territorio misionero se fue ampliando a nuevas regiones, y a fines de la década de 1940, la actividad misionera se extiende al Alto Madre de Dios, al Bajo Urubamba y al río Purús, creando nuevas misiones como Shintuya, Sepahua, Timpía, Kirigueti, Puerto Esperanza y Curanja. En 1953 Javier Aríz fundó la Asociación de Misioneros Seglares, a fin de introducir en la selva personal seglar que se dedicara íntegramente a labores educativas. Así nació la RESSOP, Red Escolar de la Selva del Sur Oriente Peruano. En 1966 los dominicos de la provincia de España encomiendan al padre Francisco Arias la creación de un secretariado de misiones. Nació el Secretariado de Misiones Dominicanas, una asociación sin ánimo de lucro, dependiente de la Orden de Predicadores, que tiene como objetivo apoyar la labor misionera de los frailes.
El 10 de marzo de 1949 asumió su nombre actual en virtud del decreto Cum huius de la Congregación de Propaganda Fide.
Las últimas décadas del siglo XX han estado marcadas por una nueva configuración del espacio amazónico y la ejecución de importantes iniciativas. En la formación de la Iglesia local se crearon de las “Comunidades Cristianas Campesinas”, la fundación en 1985 del Seminario “San Juan María Vianney” y la fundación del monasterio de monjas dominicas de vida contemplativa “Nuestra Señora del Rosario”, en la ciudad de Quillabamba. Entre las actividades sociales resalta la creación de Caritas Puerto Maldonado (con sede en Quillabamba) y Caritas Madre de Dios (con sede en Puerto Maldonado).
En 1992, dando respuesta a las enormes necesidades existentes en el área de salud, se estableció el Proyecto Integral de Salud de la Amazonía Peruana (PISAP), que establece infraestructura y personal sanitario en numerosos puntos del vicariato. Junto a ello, una permanente dedicación al campo educativo que se ve plasmada en múltiples actividades, como la construcción de escuelas y colegios en todos los Centros Educativos administrados por el convenio RESSOP, la creación del Instituto Tecnológico “Carlos Laborde” de Sepahua, la emisoria "Radio Sepahua", mantenimiento y administración de residencias de estudiantes y dotación de becas de estudios superiores a gran cantidad de jóvenes nativos, entre otros.
El 15 de diciembre de 2004 la Congregación para el Culto Divino y la Disciplina de los Sacramentos confirmó a María Santísima Madre de Dios como patrona principal del vicariato apostólico.

## Estadísticas
Según el Anuario Pontificio 2023 el vicariato apostólico tenía a fines de 2022 un total de 288 420 fieles bautizados.
| Año                                                                             | Población | Población | Población      | Sacerdotes | Sacerdotes | Sacerdotes | Católicos por sacerdote | Diáconos permanentes | Religiosos | Religiosos | Parroquias y cuasiparroquias |
| Año                                                                             | Católicos | Total     | % de católicos | Total      | Diocesanos | Regulares  | Católicos por sacerdote | Diáconos permanentes | Masculinos | Femeninos  | Parroquias y cuasiparroquias |
| ------------------------------------------------------------------------------- | --------- | --------- | -------------- | ---------- | ---------- | ---------- | ----------------------- | -------------------- | ---------- | ---------- | ---------------------------- |
| 1949                                                                            | 30 000    | 42 000    | 71.4           | 22         |            | 22         | 1363                    |                      | 27         | 33         | 7                            |
| 1966                                                                            | 32 500    | 35 000    | 92.9           | 40         |            | 40         | 812                     |                      | 53         | 40         | 4                            |
| 1970                                                                            | 100 000   | 150 000   | 66.7           | 33         |            | 33         | 3030                    |                      | 50         | 53         |                              |
| 1976                                                                            | 142 000   | 150 000   | 94.7           | 33         |            | 33         | 4303                    |                      | 45         | 61         | 7                            |
| 1980                                                                            | 150 000   | 165 000   | 90.9           | 28         | 1          | 27         | 5357                    |                      | 35         | 50         | 7                            |
| 1990                                                                            | 218 000   | 225 000   | 96.9           | 28         | 1          | 27         | 7785                    |                      | 33         | 50         | 12                           |
| 1999                                                                            | 222 000   | 238 000   | 93.3           | 38         | 3          | 35         | 5842                    | 5                    | 45         | 50         | 17                           |
| 2000                                                                            | 223 000   | 238 000   | 93.7           | 37         | 3          | 34         | 6027                    | 5                    | 46         | 50         | 18                           |
| 2001                                                                            | 224 000   | 245 000   | 91.4           | 35         | 3          | 32         | 6400                    |                      | 42         | 50         | 17                           |
| 2002                                                                            | 220 000   | 250 000   | 88.0           | 39         | 6          | 33         | 5641                    |                      | 37         | 48         | 17                           |
| 2003                                                                            | 218 000   | 252 000   | 86.5           | 36         | 17         | 19         | 6055                    |                      | 30         | 52         | 18                           |
| 2004                                                                            | 217 000   | 258 000   | 84.1           | 40         | 19         | 21         | 5425                    |                      | 35         | 43         | 18                           |
| 2010                                                                            | 237 000   | 296 000   | 80.1           | 44         | 24         | 20         | 5386                    |                      | 35         | 35         | 22                           |
| 2014                                                                            | 262 000   | 327 600   | 80.0           | 55         | 29         | 26         | 4763                    |                      | 32         | 35         | 22                           |
| 2017                                                                            | 270 775   | 338 210   | 80.1           | 55         | 39         | 16         | 4923                    |                      | 19         | 37         | 21                           |
| 2020                                                                            | 280 860   | 350 760   | 80.1           | 45         | 30         | 15         | 6241                    |                      | 20         | 47         | 23                           |
| 2022                                                                            | 288 420   | 360 433   | 80.0           | 42         | 28         | 14         | 6867                    |                      | 17         | 48         | 24                           |
| Fuente: Catholic-Hierarchy, que a su vez toma los datos del Anuario Pontificio. |           |           |                |            |            |            |                         |                      |            |            |                              |

## Episcopologio
- Ramón Zubieta y Les, O.P. † (27 de septiembre de 1901-19 de noviembre de 1921 falleció)
- Sabas Sarasola Esparza, O.P. † (13 de junio de 1923-29 de febrero de 1944 falleció)
  - Sede vacante (1944-1946)
- Enrique Álvarez González, O.P. † (14 de julio de 1946-2 de junio de 1948 falleció)
- José María García Graín, O.P. † (10 de marzo de 1949-27 de mayo de 1959 falleció)
- Javier Miguel Ariz Huarte, O.P. † (27 de mayo de 1959 por sucesión-26 de abril de 1980 nombrado obispo auxiliar de Lima)
- Juan José Larrañeta Olleta, O.P. (26 de abril de 1980-2 de febrero de 2008 renunció)
- Francisco González Hernández, O.P. (2 de febrero de 2008 por sucesión-23 de junio de 2015 renunció)
- David Martínez de Aguirre Guinea, O.P., por sucesión el 23 de junio de 2015